# Acacia rostellifera
Acacia rostellifera är en ärtväxtart som beskrevs av George Bentham. Acacia rostellifera ingår i släktet akacior, och familjen ärtväxter. Inga underarter finns listade i Catalogue of Life.